# クオラムセンシング
クオラムセンシング（英語: quorum sensing）とは、一部の真正細菌に見られる、自分と同種の菌の生息密度を感知して、それに応じて物質の産生をコントロールする機構のこと。日本語では「集団感知」などと訳されることがある。quorumとは議会における定足数（議決に必要な定数）のことを指し、細菌の数が一定数を超えたときにはじめて特定の物質が産生されることを、案件が議決されることに喩えて名付けられた。クオラムセンシングを行う代表的な細菌には、発光バクテリアの一種であるVibrio fischeriや、日和見感染の原因となる緑膿菌が挙げられる。

## 概要
一部の生物では、他の生物個体の生育に影響を与える何らかの化学物質を分泌することが知られている。このような化学物質のうち、特に同種の別個体の生物に作用するものはフェロモンと呼ばれ、昆虫などで個体同士の情報伝達に用いられている。
細菌などの微生物でも同様に、化学物質によって他の生物個体と情報伝達する機構の存在は古くから知られていたが、その多くは抗生物質のように、他種の生物に作用してその生育を阻害する物質（アロモン）であり、同種間での情報伝達についての研究は遅れていた。クオラムセンシングは、フェロモン様の物質（クオルモン）のやりとりによって、細菌が自分と同種の細胞が周辺にどれくらいの菌数、密度で存在しているかの情報を感知し、その情報に基づいて特定の物質の産生を行う機構である。
クオラムセンシングはミクソバクテリア属やストレプトマイセス属の細菌で発見されたが、その後、主に発光バクテリアの一種であるVibrio fischeriで、そのメカニズムの解明が進められ、緑膿菌の病原性との関連から研究がさらに進められた。クオラムセンシングによって産生される物質はその菌種によって異なるが、さまざまな酵素や毒素がクオラムセンシングにより制御されている。代表的なものとしては、V. fischeriの発光現象や、Serratia marcescens（セラチア、霊菌）の作る赤色色素、緑膿菌のバイオフィルムの形成などが挙げられる。

## メカニズム

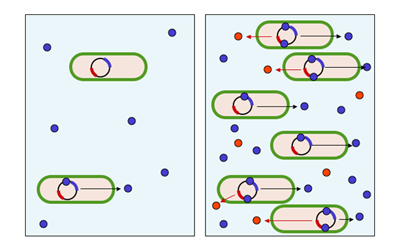
クオラムセンシング
左図：細菌密度が低い状態では、オートインデューサー（青）の濃度も低く、物質の産生があまり起こらない。
右図：細菌密度が高くなると、オートインデューサーの濃度が上がって、クオラムセンシング特有の物質（赤）が産生される

クオラムセンシングを行う細菌は多種に亘るが、これらには共通の情報伝達機構が存在することが明らかになっている。クオラムセンシングを行う細菌は細胞内でオートインデューサー（別名クオルモン）と呼ばれる物質を産生している。オートインデューサーは、細胞内で転写制御因子に作用して、特定のタンパク質の合成を促進する働きを持っているが、自分自身の細胞内で働くだけでなく、菌体外に分泌され、それが他の細胞内に取り込まれることによって、その細胞にも作用する。
少数の菌だけが生息している環境では、細胞内で合成されたオートインデューサーは細胞外に拡散し、結果的に細胞内の濃度は低くなる。このためこのような環境ではオートインデューサーによる転写促進はあまり強く働かない。しかし多数の菌が生息している環境では、これらの菌が環境中にオートインデューサーを分泌するために濃度が上がり、細胞内の濃度も上昇する。このことによってオートインデューサーによってコントロールされている転写が促進され、その濃度が一定以上になったときに特定の物質産生が起きる。
クオラムセンシングを行う細菌のうち、グラム陰性菌の多くでは、N-アシル-L-ホモセリンラクトン(AHL)類と呼ばれる物質がオートインデューサーとして働くことが明らかになっている。N-ヘキサノイル-L-ホモセリンラクトンや、N-（3-オキソオクタノイル）-L-ホモセリンラクトンなど、さまざまな長さのアシル鎖がついたAHLが、菌種ごとに利用されている。なお、AHLの合成自体もAHLによって促進され、正のフィードバックを受けている。

## クオラムセンシングの意義
クオラムセンシングの機構によって、細菌はある程度以上の菌数（密度）に増殖するまで特定の物質産生を抑え、その後、十分な菌数が確保された時点からその物質産生を行うことで、環境中での生存や増殖が有利になるよう利用していると考えられている。一個一個の細菌は弱いため、菌数が少ない段階では敢て目立った行動を起こさずに増殖を続け、それが多数に増えて安定した増殖が見込める状態になったら、クオラムセンシングを行って、機を逃さずに一気に繁殖するという戦略をとっていると考えられている。
緑膿菌やセラチアなどの病原細菌は、感染した宿主が健康なときには病原因子を作らず、免疫の低下などによって宿主の抵抗性が低下して菌数が増加したときに、クオラムセンシングによってさまざまな病原因子を産生するようになる。このことが、これらの病原細菌が日和見感染を起こしやすい理由の一つだと考えられている。このため、クオラムセンシングを阻害する物質によって、これらの感染症の予防や治療に役立てようとする研究も始められている。